# Erskine Hawkins
Pour les articles homonymes, voir Hawkins.
Erskine Ramsey Hawkins (né le 26 juillet 1914 à Birmingham (Alabama), mort le 11 novembre 1993 à New York), est un musicien de jazz, trompettiste et compositeur américain.
Il est connu comme étant le compositeur du morceau Tuxedo Junction, composé en 1939 avec Bill Johnson, et enregistré sous le label RCA-Bluebird le 18 juillet 1939, et aussi de After Hours et  Tippin' In. Il a donné l'occasion à un saxophoniste tel que Bill Crump d'enregistrer avec lui sur label RCA Victor,
Il a été influencé par Louis Armstrong, et a lui-même influencé Ray Charles. En tant que trompettiste talentueux et leader de big band, il a été surnommé « The 20th Century Gabriel ».